# Abradato

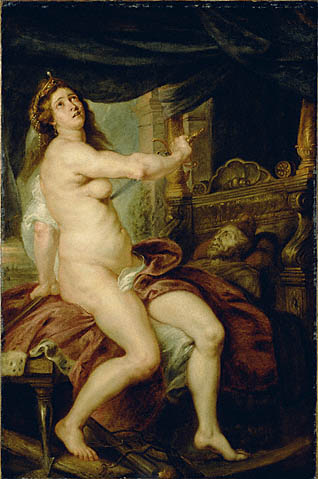
Suicidio de Pantea ante el cadáver de su esposo Abradato. Obra de Pedro Pablo Rubens

Abradato o Abrádates (Griego Αβραδάτας; fl. siglo VI a. C.) fue un rey, probablemente ficticio, de Susa. Su nombre es conocido debido a que Jenofonte lo nombre en la biografía parcialmente ficticia de Ciro el Grande, la Ciropedia. Según esta obra, Abradato fue un aliado de los asirios contra Ciro, mientras Ciro seguía siendo vasallo de su tío (también probablemente ficticio), Ciáxares II.
Cuando Ciro conquistó el campamento asirio mientras Abradato se encontraba ausente en una misión en la Bactriana, este capturó a la esposa de Abradato, Pantea. Como consecuencia del trato honorable que esta recibió del rey persa,
Abradates decidió más tarde unirse a las fuerzas de Ciro. Cayó en combate en una batalla, mientras luchaba contra el ejército de Creso, durante la conquista de Lidia en el año 547 a. C. Tras su muerte, su esposa Pantea decidió suicidarse por el dolor causado por su pérdida. Su ejemplo fue seguido por sus tres s. Ciro decidió elevar un túmulo en el honor de la pareja. En uno de los pilares se escribieron los nombres de Abradato y Pantea en caracteres siriacos; y en tres columnas inferiores fue grabada la inscripción σκηπτούχων en honor de los eunucos. El romance de Abradato y Pantea es una parte significativa de la última parte de Ciropedia.

## Abradado en el arte
La historia de Abradato y Pantea, y más concretamente el suicidio de esta tras la muerte en combate de su esposo, ha sido representado en varias obras pictóricas por parte de diversos artistas como Pedro Pablo Rubens o Vicente López Portaña, o musicales, como Francisco Olivares.